# 차령로
차령로(Charyeong-ro)는 충청남도 공주시 계룡면 월곡리 월오교와 세종특별자치시 전의면 유천 교차로를 잇는 도로이다. 전 구간 국도 제23호선에 속한다.

## 연혁
- 1999년 12월 23일 : 공주시 정안면 화봉리 ~ 논산시 부창동 46.3km 구간 4차선 확장 개통.[1]
- 2000년 1월 10일 : 논산시 부창동 ~ 공주시 소학동 30.44km 구간 확장 개통[2]
- 2000년 11월 11일 : 공주시 소학동 ~ 정안면 화봉리 13.48km 구간 확장 개통[3]
- 2001년 11월 30일 : 공주시 정안면 화봉리 ~ 연기군 전의면 유천리 18.02km 구간 4차선 확장 개통[4][5]
- 2009년 7월 10일 : 2개 이상 시·도에 걸쳐 있는 도로로 차령로를 고시[6]

## 주요 경유지
충청남도
- 공주시 (계룡면 · 신기동 · 소학동 · 월송동 · 동현동 · 송선동 · 의당면 · 우성면 · 의당면 · 정안면) - 천안시 동남구 광덕면

세종특별자치시
- 전의면

## 노선
전 구간 국도 제23호선에 속하므로 이 노선에 대한 별도 표기는 생략한다.
| 이름                                      | 접속 노선                                          | 소재지          | 소재지                                                       | 비고                                                         |
| 득안대로와 직결                           | 득안대로와 직결                                    | 득안대로와 직결 | 득안대로와 직결                                              | 득안대로와 직결                                              |
| ----------------------------------------- | -------------------------------------------------- | --------------- | ------------------------------------------------------------ | ------------------------------------------------------------ |
| 월오교 월곡2교 동학교                     |                                                    | 공주시          | 계룡면                                                       |                                                              |
| 상성 교차로                               | 지방도 제697호선 (구부내로)                        | 공주시          | 계룡면                                                       |                                                              |
| 유평 교차로                               | 영규대사로 혹신길                                  | 공주시          | 계룡면                                                       |                                                              |
| 계룡교                                    |                                                    | 공주시          | 계룡면                                                       |                                                              |
| 봉명 교차로 (봉명교)                      | 영규대사로 널티1길                                 | 공주시          | 계룡면                                                       | 천안 방면 진출 불가 논산 방면 진입 불가                      |
| 원동교                                    | 영규대사로 기산방죽골길 노루목길                   | 공주시          | 계룡면                                                       |                                                              |
| 기산1교 기산2교 화은교                    |                                                    | 공주시          | 계룡면                                                       |                                                              |
| 화은리                                    | 노루목길 도장골길 전진배길                         | 공주시          | 계룡면                                                       |                                                              |
| 화은리                                    | 가마울길 신기안길 전진배길                         | 공주시          | 계룡면                                                       |                                                              |
| 효포교                                    |                                                    | 공주시          | 옥룡동                                                       |                                                              |
| 신기동                                    | 신기안길 전진배길                                  | 공주시          | 옥룡동                                                       |                                                              |
| 돌반 교차로                               | 소학동길 신기안길                                  | 공주시          | 옥룡동                                                       | 천안 방면 진입 불가 논산 방면 진출 불가                      |
| 신공주대교                                |                                                    | 공주시          | 옥룡동                                                       |                                                              |
| 월송동                                    |                                                    | 공주시          |                                                              |                                                              |
| 월송 교차로 (사송정1교)                   | 국도 제32호선 국가지원지방도 제96호선 (금벽로)     | 공주시          |                                                              |                                                              |
| 다래울 교차로                             | 사송정길                                           | 공주시          |                                                              |                                                              |
| 장기교                                    |                                                    | 공주시          |                                                              |                                                              |
| 송선 교차로 (송선육교)                    | 국도 제36호선 (장기로)                             | 공주시          | 국도 제36호선과 중복                                         |                                                              |
| 청룡교                                    |                                                    | 공주시          | 국도 제36호선과 중복                                         | 의당면                                                       |
| 청룡 교차로                               | 의당전의로                                         | 공주시          | 국도 제36호선과 중복                                         | 의당면                                                       |
| 의당교                                    |                                                    | 공주시          | 국도 제36호선과 중복                                         | 의당면                                                       |
| 정안천교                                  |                                                    | 공주시          | 국도 제36호선과 중복                                         | 의당면                                                       |
| 우성면                                    |                                                    | 공주시          | 국도 제36호선과 중복                                         |                                                              |
| 목천 교차로 (목천육교)                    | 국도 제36호선 (차동로)                             | 공주시          | 국도 제36호선과 중복                                         |                                                              |
| 목천리                                    | 내산목천길                                         | 공주시          |                                                              |                                                              |
| 목천 교차로                               | 목천2길 백제큰길                                   | 공주시          |                                                              |                                                              |
| 오인 교차로 (오인육교)                    | 모란길 의당길                                      | 공주시          | 의당면                                                       |                                                              |
| 모란교                                    |                                                    | 공주시          | 의당면                                                       |                                                              |
| 정안면                                    |                                                    | 공주시          |                                                              |                                                              |
| 하정안교 석송교                           |                                                    | 공주시          |                                                              |                                                              |
| (석송초등학교앞)                          | 마래섭들길 북계새뜸길                              | 공주시          |                                                              |                                                              |
| 운궁교                                    |                                                    | 공주시          |                                                              |                                                              |
| 운궁 교차로                               | 문화당길 은학동길                                  | 공주시          |                                                              |                                                              |
| (보물리입구)                              | 보물길                                             | 공주시          |                                                              |                                                              |
| 내촌 교차로                               | 정안중앙길                                         | 공주시          | 천안 방면 진입 불가 논산 방면 진출 불가                      |                                                              |
| 내촌교 광정교 창동교                      |                                                    | 공주시          |                                                              |                                                              |
| 광정 교차로                               | 정안중앙길                                         | 공주시          | 천안 방면 진출 불가 논산 방면 진입 불가                      |                                                              |
| 정안 나들목 (정안IC 교차로) (창말 교차로) | 25호선 논산천안고속도로 국도 제43호선 (정안세종로) | 공주시          | 국도 제43호선과 중복                                         |                                                              |
| 사현교                                    | 차령고개로                                         | 공주시          | 국도 제43호선과 중복                                         |                                                              |
| 차령터널                                  |                                                    | 공주시          | 국도 제43호선과 중복 천안 방면 연장 490m 논산 방면 연장 445m |                                                              |
| 차령터널                                  | 천안시                                             | 동남구 광덕면   | 국도 제43호선과 중복 천안 방면 연장 490m 논산 방면 연장 445m |                                                              |
| 차령교                                    | 천안시                                             | 동남구 광덕면   |                                                              | 국도 제43호선과 중복                                         |
| 원덕교                                    | 천안시                                             | 동남구 광덕면   | 차령고개로                                                   | 국도 제43호선과 중복 천안 방면 진입 불가 논산 방면 진출 불가 |
| 대평교                                    | 천안시                                             | 동남구 광덕면   |                                                              | 국도 제43호선과 중복                                         |
| 유천 교차로                               | 국도 제1호선 국도 제23호선 국도 제43호선 (세종로)  | 세종특별자치시  | 전의면                                                       | 국도 제43호선과 중복                                         |

## 같이 보기
- 차령